# Просторовий многокутник

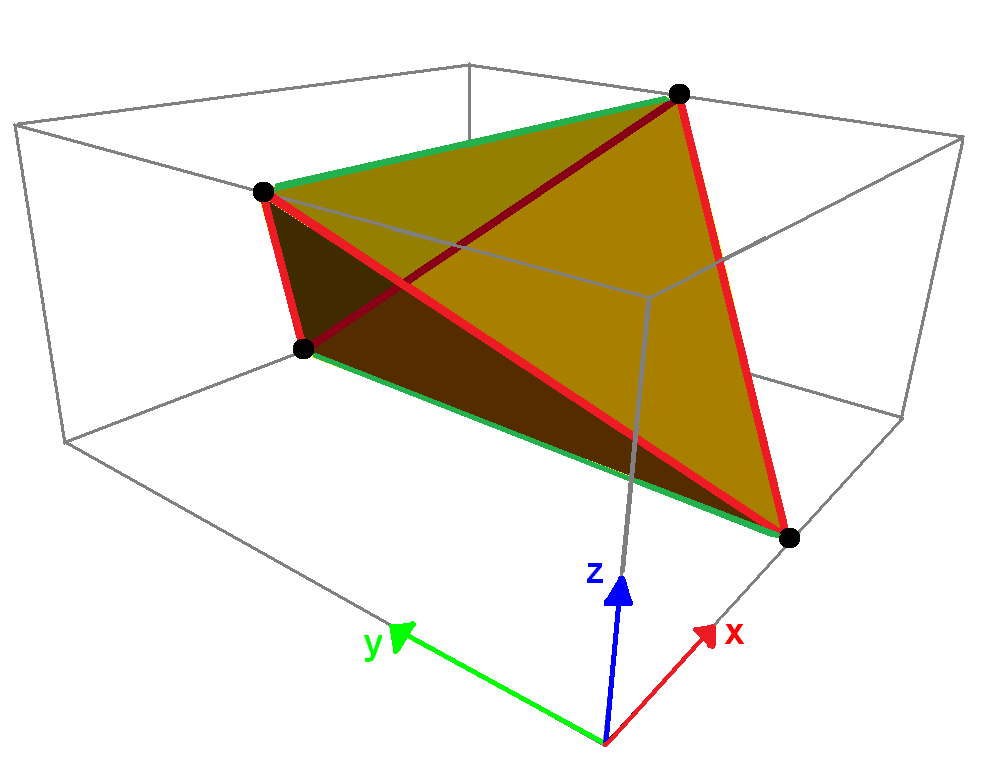
Червоним позначено бокові ребра Рівносторонній тетраедр що є правильним зигзагоподібним косим чотирикутником.

У геометрії, просторовий многокутник або косий многокутник це такий многокутник, не всі вершини якого знаходяться в одній площині. Просторові многокутники можуть мати принаймні 4 вершини. Внутрішня поверхня (або площа) таких многокутників однозначно не визначена.